# کتاب پاپ-آپ

نمایش عملکرد یک کتاب پاپ-آپ کتاب پاپ-آپ سیندرلا اثر متیو رینهارت

کتاب پاپ-آپ به هر نوع کتاب با صفحات ۳ بعدی اطلاق می‌شود. اگرچه به آن مکانیزم چتر باز شو یا کتاب متحرک، کتاب ۳ بعدی، پنجره‌های باز شو، تصویرهای تبدیل شدنی، کتاب‌های تونلی، لغزنده، باز-شو، تا-شو، زبانه-کش، پاپ-اوت، پایین-کش و موارد دیگر که هر کدام به نوع نمایش دادن آن هم اشاره دارد، نامیده می‌شوند و همچنین شامل برخی از انواع کارت تبریک که در آنها از تکنیک‌های مشابهی استفاده می‌کنند، نیز می‌شود.
وجه تسمیه پاپ-آپ بدین جهت است که در اغلب کتاب‌های پاپ-آپ با باز شدن صفحات، تصاویر برش خورده از سطح کتاب به صورت برجسته بیرون می‌آیند و هنگامی که کتاب بسته می‌شود، دوباره در جایگاه خود قرار می‌گیرند.

## کاربرد
کتاب پاپ-آپ که اغلب در گروه ابزارهای کمک آموزشی دسته‌بندی می‌شود، کتابی‌ست که با باز کردن صفحات آن تصاویری به صورت سه بعدی گسترده می‌شوند و از دل کتاب بیرون می‌آیند و در بعضی موارد قطعاتی با ارادهٔ خواننده متحرک می‌شود.

این پاپ-آپ‌ها معمولاً با همکاری یک تصویرگر و یک مهندس کاغذ (paper engineer) خلق می‌شوند. علاوه بر کتابهای آموزشی، در زمینهٔ محصولات فرهنگی و تفریحی، از جمله کتاب‌های داستان کودک و بزرگسال و کارت‌های مناسبتی و تبلیغاتی، بازار بسیار بزرگی را به خود اختصاص می‌دهد.
کتاب پاپ-آپ از پرطرفدارترین کتاب‌های تصویرسازی در سراسر دنیاست و به دلیل قدرت جذب فراوان آن، یکی از قابل اعتمادترین ابزارهای انتقال پیام می‌باشد. این تکنیک با ذات خلاقانهٔ خود توانسته سهم بزرگی از بار آموزشی و سرگرمی دنیا را برای کودکان و بزرگسالان به خود اختصاص دهد.

## انواع کتاب پاپ-آپ
طراحی و خلق چنین کتابهایی در هنر گاهی مهندسی کاغذ نامیده می‌شود. این کاربرد را نباید با مهندسی سنتی کاغذ (مهندسی سیستم‌های تولید انبوه محصولات کاغذی) اشتباه گرفت.
این شکل هنری مهندسی کاغذ بسیار نزدیک به اوریگامی (هنر کاغذهای تا شده) است. با این حال، اوریگامی به سادگی و با تاکردن‌های متعدد کاغذ ساخته می‌شود و معمولاً در آن از قیچی یا چسب استفاده نمی‌کنند، در حالیکه پاپ-آپ‌ها بیشتر به چسب، برش‌های ظریف و شق و رق ایستادن مقوا تکیه می‌کنند و تنها وجه مشترک آنها تاخوردن است.

### کتاب متحرک
کتاب‌های متحرکٰAnimated books سه عنصر را شامل می‌شوند: داستان، تصاویر رنگی که شامل متن هم هستند و «دو یا چند تصویر متحرک که بین دو صفحه روبروی هم، حرکتهای مکانیکی خود را انجام می‌دهند.» جولیان وهر Julian Wehr در سال ۱۹۳۸ کتاب‌های متحرک کودکان به عنوان تصاویر متحرک را منتشر کرد، که تصویر کتاب را همزمان با یک حرکت به سمت بالا و پایین و به صورت افقی حرکت می‌دهند.
حدود ۹ میلیون نسخه از کتابهای جولیان وهر در ایالات متحده، انگلیس، فرانسه، آلمان و اسپانیا طی دهه‌های ۱۹۴۰ و ۱۹۵۰ ترجمه و فروخته شد.

### تبدیل شدن
تصویرهای تبدیل شونده Transformations به صفحاتی گفته می‌شود که از رشته‌های عمودی کاغذ تشکیل شده‌است و هنگامی که خواننده کتاب زبانه‌ای که کنار آن تعبیه را می‌کشد، کشوها به زیر و روی هم می‌لغزند و به یک صحنه کاملاً متفاوتی تبدیل می‌شوند. ارنست نیسترErnest Nister، یکی از نویسندگان اولیه انگلیسی کودکان، اغلب کتابهایی را فقط با شیوه تبدیل شدن تولید می‌کرد. بسیاری از آنها توسط موزه هنر متروپولیتن بازسازی شده‌است.

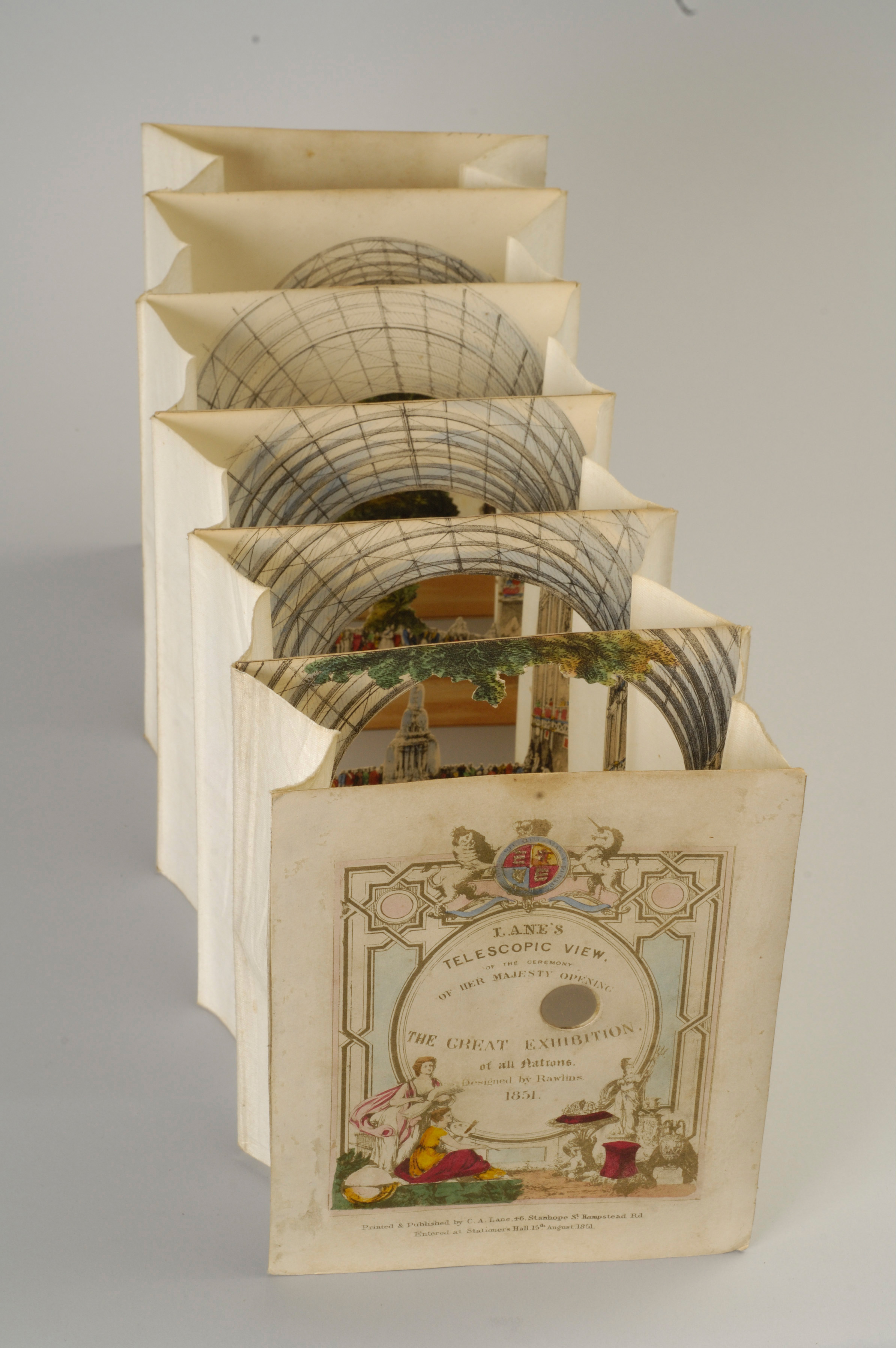
نمونه کتاب تونلی

### کتاب تونلی
کتابهای تونلیTunnel books (همچنین به آنها کتاب‌های peepshow نیز گفته شده) از مجموعه‌ای از صفحات تشکیل شده‌است که با دو نوار آکاردئونی تاشو در هر طرف بسته شده و از یک روزنه در صفحهٔ جلویی مشاهده می‌شود. پنجره‌های موجود در هر صفحه به بیننده اجازه می‌دهد تا کل کتاب را از داخل آنها ببیند و تصاویر موجود در هر صفحه با هم کار می‌کنند تا یک صحنه بعدی را در داخل ایجاد کنند. این نوع کتاب‌ها از اواسط قرن هجدهم میلادی ساخته شده‌اند و از مجموعه‌های صحنه تئاتر الهام گرفته شده‌اند. به‌طور سنتی، این کتابها اغلب برای بزرگداشت رویدادهای خاص ساخته می‌شدند یا به عنوان سوغات جاذبه‌های گردشگری فروخته می‌شدند. اصطلاح کتاب تونلی به این خاطر است که از این نوع کتابها برای بزرگداشت ساخت تونل در زیر رودخانه تیمز در لندن در اواسط قرن نوزدهم استفاده می‌شده، در ایالات متحده نیز کتاب‌های تونل برای جاذبه‌هایی مانند نمایشگاه‌های جهانی و باغ گیاه‌شناسی نیویورک کاربرد داشته‌است.
تکنیک کتاب تونلی اخیراً توسط هنرمند کتاب کارول بارتون و همین‌طور دیگران به عنوان فرمی از کتاب حجمی احیا شده‌است. هنرمندان نه تنها به نماهای داخلی کتاب، بلکه همچنین به جلد و کناره‌های آکاردئونی آن به عنوان سطوح بصری برای انتقال بیشترین اطلاعات تصویری علاقه نشان می‌دهند. منتخب کتاب‌های تونلی کارول بارتون در مجموعه‌های ویژه کتابخانه شعبه جیمز دانشگاه مشترک المنافع ویرجینیا بایگانی شده‌است.

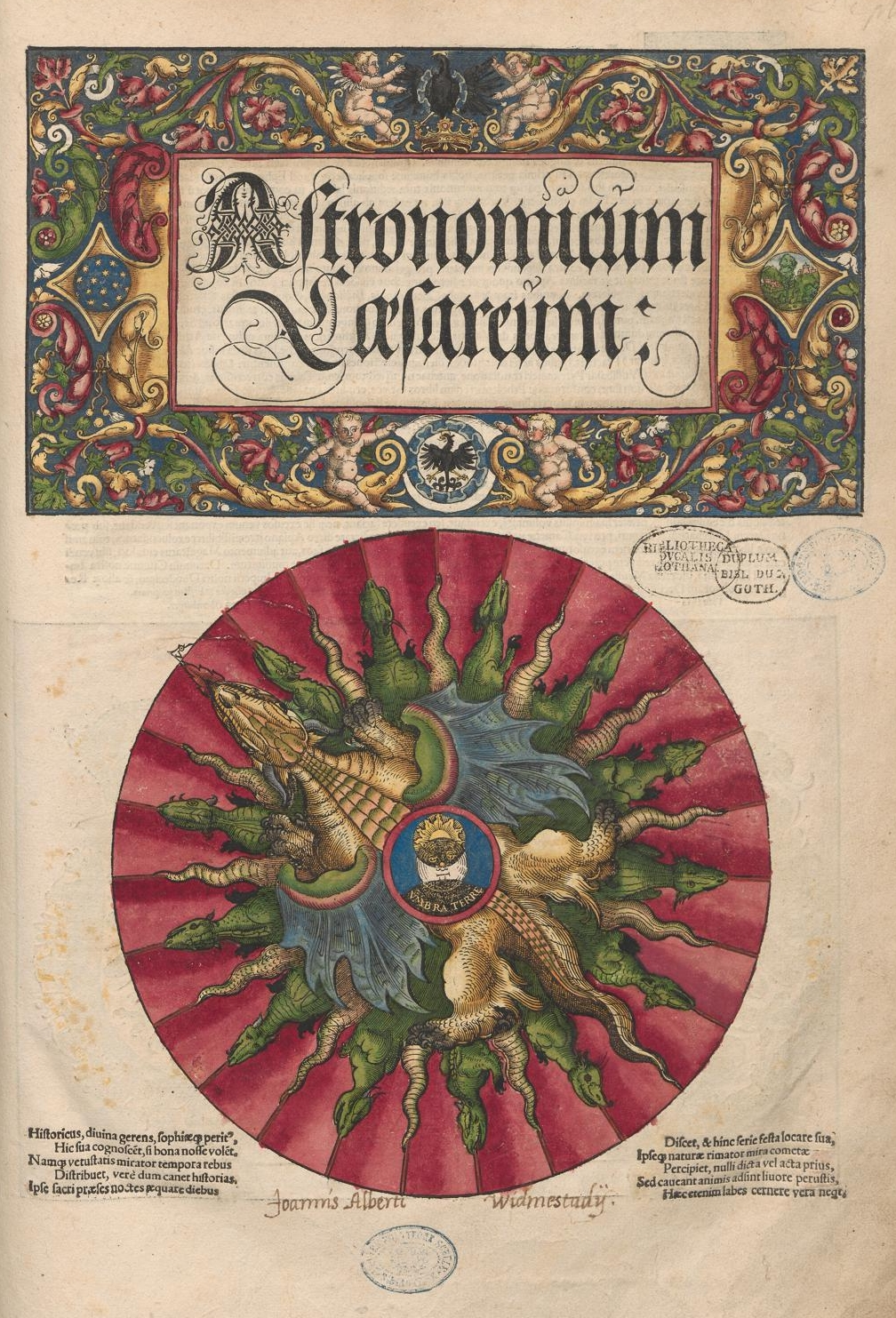
آسترونومیکوم سزاریوم

### لغزنده‌ها
لغزنده‌هاVolvelles سازه‌های کاغذی با قطعات چرخان هستند. نمونه اولیه آن آسترونومیکوم سزاریوم (سزار ستاره‌شناس) Astronomicum Caesareum است که توسط پتروس آپیانوس برای چارلز امپراتور مقدس روم در سال ۱۵۴۰ ساخته شده‌است. این کتاب پر از قطعات دایره‌ای تو در تو است که بر روی ماسوره‌ها می‌چرخند.

### هارلکوینادس (پانتومیم ایتالیایی) (Harlequinades) و کتابهای خیزان (turn-up)
به گفته پیتر هاینینگ، مورخ کتاب، حدود سال ۱۷۶۵، چاپگر انگلیسی رابرت سایرRobert Sayer شروع به آزمایش یک قالب جدید برای بازار کتاب نوجوانان کرد، که از جمله پیشرفتهای اولیه برای کتاب‌های متحرک تعاملی به‌شمار می‌رود. نتیجه آن خلق متامورفوسیز (دگرگونی) metamorphoses بود، «کتابی نازک از چهار بخش که هر بخش با دو دریچه که تا می‌خورد، و روی هر بخش یک تصویر قابل تعویض وجود داشت. زیر آن عکس‌ها چند سطر توصیفی به شعر ظاهر می‌شد، و هنگامی که خواننده کتاب لبه‌ها را به ترتیب صحیح بالا می‌آورد در تصاویر و متن اختلاف آشکار می‌شد».

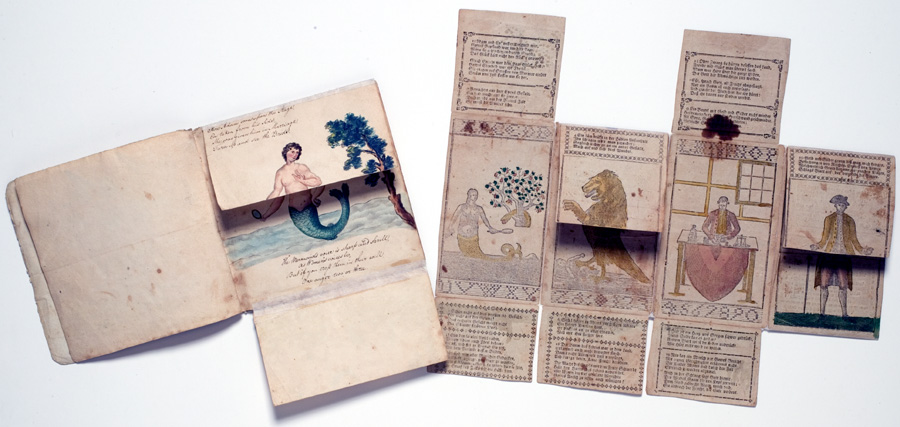
مقایسه دو صفحه از کتاب متامورفوسیز اثر بنجامین سندز

سایر از پانتومیمهای محبوب نمایش، کتابهایی با ویژگی هارلکوین ایجاد کرد. نشریات سیاه و سفید، که به آنها Harlequinades یا کتابهای نوپا نیز گفته می‌شد، شش پنی و نسخه‌های رنگی دستی یک شلینگ به فروش می‌رسید.
تا سال ۱۷۷۰، سایر چهار کتاب خیزان یا متامورفوسیز منتشر کرد، که محبوب کودکان شد. کتابفروشان رقیب، مانند توماس هیوز و جورج مارتین، به زودی شیوهٔ «خیزان» را کپی کردند. در ایالات متحده، جوزف راکستراو دگرگونی؛ یا تبدیل تصاویر، با توضیحات شعری، برای سرگرمی جوانان (Metamorphosis; or, a Transformation of Pictures, with Poetical Explanations, for the Amusement of Young Persons)، توسط بنجامین سندز را منتشر کرد.

## تاریخچه
مخاطبان کتابهای متحرک اولیه بزرگسالان بودند، نه کودکان. اولین اثر معروف در میان کتاب‌ها توسط یک راهب قرن ۱۳ بندیکتین بنام متیو پاریس در کتاب کرونیکا ماژورا (وقایع‌نامه بزرگ) Chronica Majora استفاده‌شد. پاریس صفحات زیادی را که به راهبان برای کمک به محاسبه روزهای مقدس استفاده می‌کردند، ضمیمه کرده‌است.
حدس زده می‌شود که عارف و شاعر کاتالان رامون لول از مایورکا برای نشان دادن نظریه‌های خود در اوایل قرن ۱۴ از لغزنده‌ها استفاده کرده، اما هیچ نمونه‌ای باقی مانده از وی تاکنون ثبت نشده‌است.
در طول قرن‌ها از تکنیک لغزنده برای اهداف مختلفی مانند آموزش آناتومی، پیش‌بینی‌های نجوم، ایجاد کد مخفی، و گفتن فال استفاده شده‌است. در سال ۱۵۶۴ کتاب متحرک دیگری با موضوع طالع بینی با عنوان کازموگرافیا پتری آپیانی Cosmographia Petri Apiani منتشر شده بود. در سالهای بعد، حرفه پزشکی با استفاده از این قالب، کتابهای تشریحی را با لایه‌ها و برگه‌هایی که بدن انسان را نشان می‌داد منتشر کردند.
طراح منظره انگلیسی کاپابیلیتی براونCapability Brown برای نشان دادن نماهای قبل و بعد طرح‌های خود از زبانه‌ها استفاده کرد.
اسنادی وجود دارد که کتاب‌هایی با قطعات متحرک قرن‌ها مورد استفاده بوده‌اند ولی تقریباً همیشه از آنها در کارهای آموزشی استفاده می‌شده‌است.

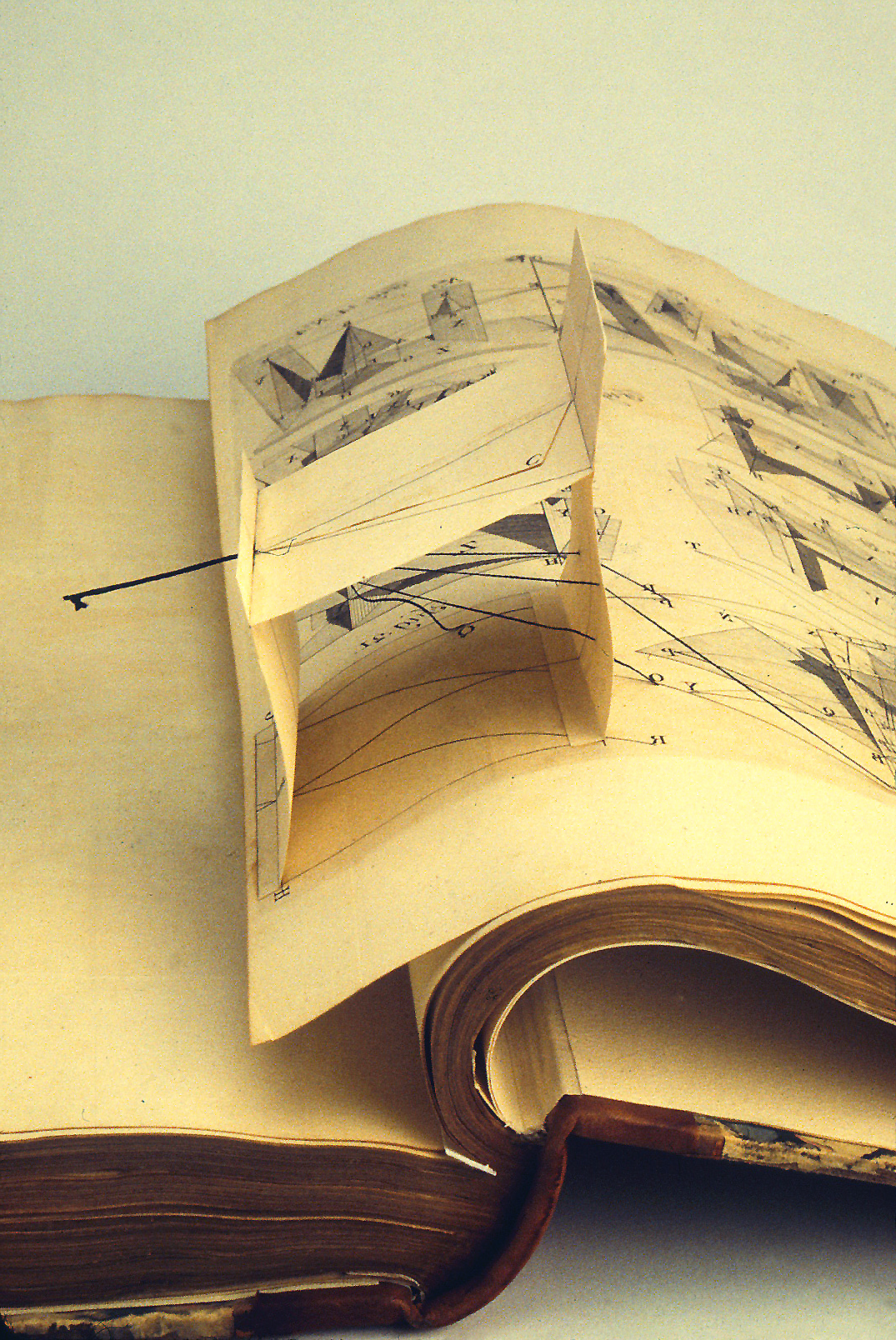
صفحه‌ای شامل قطعات پاپ-آپ در کتاب چشم‌انداز نظریه (۱۷۷۵) اثر توماس مالتون پدر

در سال ۱۷۷۵ م توماس مالتون پدر Thomas Malton, the elder
رساله‌ای کامل دربارهٔ چشم‌انداز نظریه و عمل، در اصول دکتر بروک تیلور را منتشر کرده‌است. رساله‌ای کامل دربارهٔ چشم‌انداز… اولین کتاب پاپ-آپی است که بصورت تجاری تولید می‌شود و شامل مکانیزم کاغذی ۳ بعدی است. پنجره‌های بازشو با کشیدن رشته‌هایی فعال می‌شوند و حجم‌ها هندسی را ایجاد می‌کنند که به خواننده در درک مفهوم چشم‌انداز کمک می‌کند.
در اواخر قرن هجدهم بود که این تکنیک‌ها روی کتابهایی که برای سرگرمی و به ویژه برای کودکان طراحی شده بودند به کار گرفته شدند.
برخی از اولین کتابهای سه بعدی و با زبانه‌های متحرک توسط ارنست نیستر و لوتار مگندورفر در آلمان و انگلیس در قرن نوزدهم تهیه می‌شدند.
جهش بزرگ در زمینه کتاب‌های پاپ-آپ در سال ۱۹۲۹ با انتشار کتاب سالانه کودکان روزانه اکسپرس شماره ۱ با تصاویری که به شکل مدل بالا می‌جهند انجامید. آن را لوییس ژیرود و تئودور براون تهیه کرده‌بودند. چهار مورد دیگر سالانه اکسپرس روزانه به دنبال آن ساخته شد و سپس ژیرود انتشارات استراند را راه اندازی کرد، این مجموعه جدیدی از کتابهای بوکانو را تولید کرد. کتاب‌های بوکانو اولین کتاب‌های پاپ-آپ واقعی برای کودکان بودند، زیرا پاپ-آپ‌ها را می‌توان از ۳۶۰ درجه کامل مشاهده کرد، نه فقط قسمت جلویی که رو به بیننده است. هفده بوکانو تا قبل از مرگ ژیرود در سال ۱۹۴۹ ساخته‌شد.
در ایالات متحده، در دهه ۱۹۳۰، هارولد لنتز با تولید کتاب‌های روبان آبی در نیویورک از ژیرود پیروی می‌کرد. وی اولین ناشری بود که از اصطلاح pop-up برای توصیف تصاویر متحرک خود استفاده کرد.
پیشرفت بعدی در این زمینه توسط وویتخ کوباشتا Vojtěch Kubašta و اندیشه حیرت‌آور وی انجام شد که در دهه ۱۹۶۰ در پراگ کار می‌کرد؛ به رهبری او و والدو هانت در ایالات متحده با تأسیس دو شرکت Graphics International و Intervisual Books، بین دهه‌های ۱۹۶۰ و ۱۹۹۰ صدها کتاب پاپ-آپ را برای کودکان تولید کردند. اگرچه این کتابها برای مخاطبان ایالات متحده در نظر گرفته شده بود، اما این کتابها در مناطقی با هزینه کار کمتر سر هم می‌شدند؛ ژاپن و بعداً در سنگاپور و آمریکای لاتین، کشورهایی مانند کلمبیا و مکزیک. اولین کتاب پاپ-آپ هانت، کتاب معمای پاپ-آپ بنت سرف بود، منتشر شده توسط خانه تصادفی (Random House) به عنوان یک تبلیغ برای کافی شاپ ماکسول و نمایش آن کار طنزپرداز بنت سرف که در آن زمان رئیس خانه تصادفی بود. تیم والدو هانت و کریستوفر سرف در مجموع ۳۰ کتاب پاپ آپ کودک دیگر را برای چاپ توسط خانه تصادفی Random House تهیه کردند، از جمله کتاب‌های ویژه‌ای که ایجاد کردند شخصیت‌های خیابان سسمی بودند. به گفته بنت سرف (در کتاب خود به صورت تصادفی)، کتابهای پاپ آپ برای خانه تصادفی سودآور بودند.
هانت علاوه بر همکاری با کریستوفر سرف در خانه تصادفی، کتابهای پاپ-آپ برای والت دیزنی، مجموعه ای از کتاب‌های پاپ آپ براساس بابر BABER، و عناوینی مانند خانه خالی از سکنه توسط یان پیانکوفسکی و بدن انسان توسط دیوید پلهام در کارنامه‌اش دارد.

## آثار برجسته
برخی از کتاب‌های پاپ آپ به دلیل آثار هنری یا پیچیدگی که به دنبال دارند، به عنوان آثار ادبی مورد توجه قرار می‌گیرند. یک مثال این است:

جنگ ستارگان: راهنمای پاپ-آپ کهکشان، توسط متیو رینهارت.

این کتاب به دلیل پاپ-آپ‌های مفصل و مهارت تصویرگری مورد توجه جامعه ادبی قرار گرفت، مجله نیویورک تایمز درباره‌اش گفت نامیدن این قطعهٔ مهندسی پیشرفته به عنوان کتاب پاپ-آپ، مثل این است که به دیوار بزرگ چین بگوییم پرچین.
انتشارات رندوم هاوس در سال ۱۹۶۷، کتاب فهرست اندی وارهول (Andy Warhol's Index) توسط اندی وارهول، کریس سرف و آلن رینزلر تولید شد و شامل عکس‌های افراد مشهور همراه با نسخه‌های پاپ-آپ تصاویر وارهول‌آسا (وارهولسک) Warholesque مانند قوطی حلبی مقوایی رب گوجه فرنگی و همچنین شامل یک قطعه پلاستیکی، یک بادکنک نقره‌ای بادی، و چیزهای جدید دیگر بود.
هنرمند کتاب پاپ-آپ کولت فو بزرگ‌ترین کتاب پاپ-آپ چین را طراحی کرده‌است. در سال ۲۰۰۸، برای ایجاد کتاب‌های پاپ-آپ از ۲۵ اقلیت قومی ساکن استان یوننان چین، به او یک بورس تحصیلی فولبرایت اعطا شد. کارهای او را می‌توان در کتابخانه کنگره، موزه هنر متروپولیتن و موزه ملی زنان در هنر یافت.
دیوید اِی. کارترDavid A. Carter که بسیاری از پاپ-آپ‌های با موضوع شکل را آفریده‌ست، و رابرت سابوداRobert Sabuda دیگر نویسندگان برجسته کتاب پاپ-آپ هستند.

## در ایران
در کشور ما، با وجود ماشین‌آلات پیشرفتهٔ چاپ و هنرمندان تصویرساز بااستعداد، زمینهٔ ظهور این بخش از صنعت چاپ به صورت بالقوه وجود دارد و محبوبیت و جذابیت آثار پاپ-آپ باعث تشویق و ترغیب تصویرگران و فعالان حوزهٔ گرافیک و چاپ برای تولید کتابهای پاپ-آپ شده‌است.

## مجموعه کتابخانه‌ها
کتابخانه کتابهای نادر و Beinecke در دانشگاه ییل

کالج Bowdoin، بخش مجموعه‌ها و بایگانی‌های ویژه جورج جی میچل در برونزویک، ماین مجموعه کتاب‌های پاپ آپ Harold M. Goralnick را در خود دارد که شامل ۱۹۰۰ جلد کتاب است.

دانشگاه ایالتی کارولینای شمالی مجموعه تحقیق و مطالعه کتابخانه‌های کتاب‌های پاپ آپ ۱۹۶۰–۲۰۰۹ شامل ۷٫۵ فوت خطی از کتاب‌های پاپ آپ، کاتالوگ‌ها، بریده‌های روزنامه‌ها و سایر مطالب مربوط به کتاب‌های پاپ آپ مربوطه، که بسیاری از آنها توسط سارا فرومن اهدا شده‌است.

دانشگاه آیووا کتابخانه مجموعه‌های ویژه در شهر آیووا شامل موارد زیر است: متیو رینهارت مجموعه کتاب‌های پاپ آپ و مجموعه امیلی مارتین، دو مهندس مشهور مقاله.

دانشگاه نیوهمپشایر کتابخانه دیموند در دورهام، نیوهمپشایر دارای مجموعه کتاب‌های متحرک Carel Chapman است که شامل بیش از ۱۸۰۰ کتاب پاپ آپ و متحرک است.
مجموعه موزه‌ها
کوپر-هیویت، موزه طراحی اسمیتسونیان بیش از ۱۷۰۰ عنوان در مجموعه کتاب‌های پاپ آپ دارد. موزه و کتابخانه روزنباخ در فیلادلفیا، پنسیلوانیا شامل ۶۴۳ کتاب از تصویرگر است موریس سنداک وصیت نامه او Lothar Meggendorfer مجموعه کتابهای متحرک.

## انجمن‌ها
از سال ۱۹۹۳، انجمن کتاب متحرک محفلی را برای هنرمندان، فروشندگان کتاب، تولیدکنندگان کتاب، مجموعه داران، کیوریتورها و دیگران فراهم کرده‌است تا اشتیاق و تبادل اطلاعات در مورد کتاب‌های پاپ آپ و منقول را به اشتراک بگذارند. این سازمان همچنین جوایزی را برای بهترین مهندس کاغذ (کتاب تجارت و هنرمندان) و برتری در مهندسی کاغذ توسط یک دانشجوی کارشناسی یا کارشناسی ارشد اهدا می‌کند.